# Помбия (Гърция)
Вижте пояснителната страница за други населени места с името Помбия.
Помбия (на гръцки: Πόμπια) е село в Република Гърция, разположено на остров Крит, дем Фестос. Селото има население от 955 души.

## Родени в Помбия
- Михаил Коракас - критски революционер и участник във въстанията против османците